# Špaleta

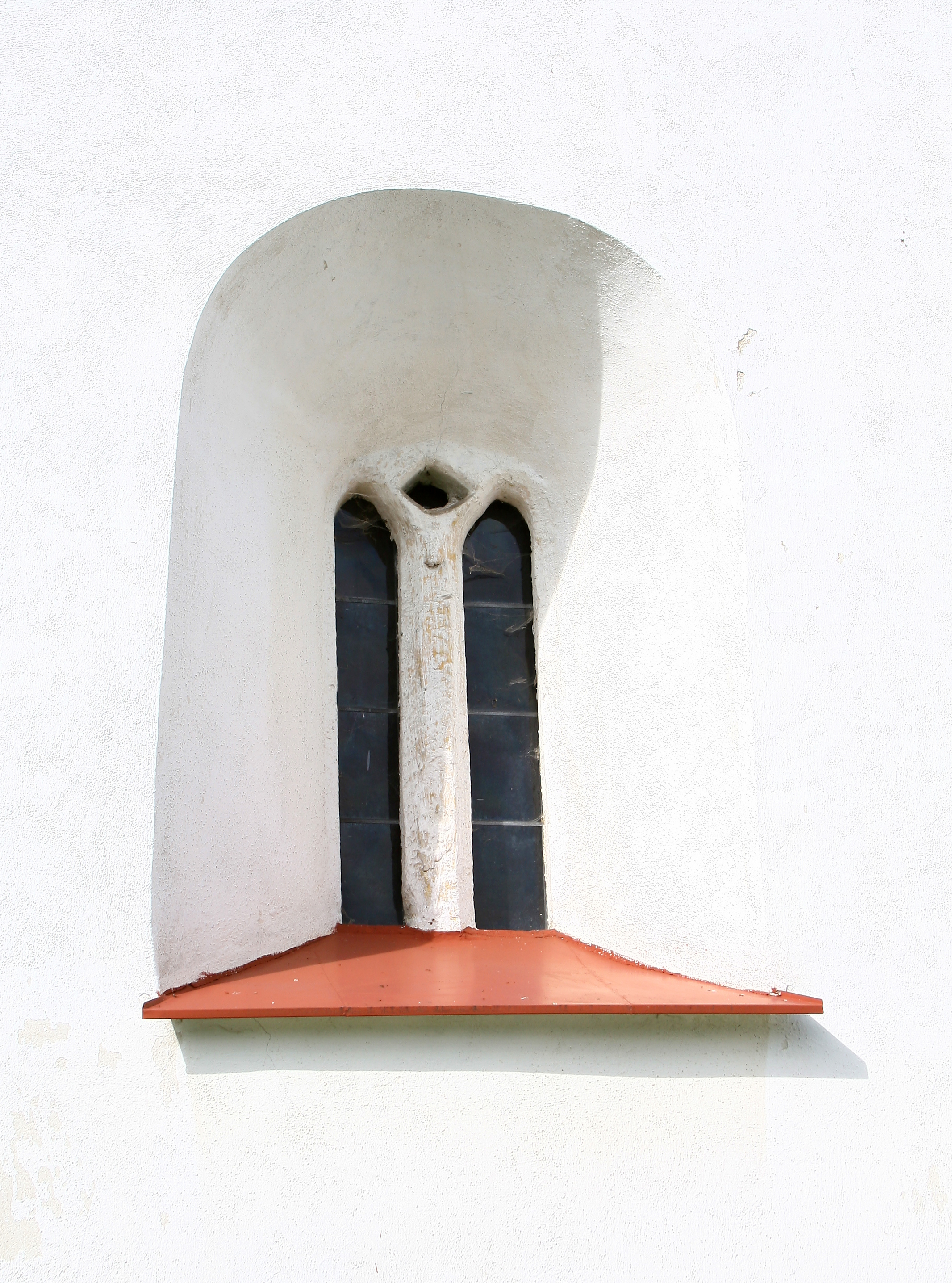
Šikmá špaleta gotického okna (Albrechtice, kostel sv. Petra a Pavla)

Špaleta (z ital. spalletta, okenní výklenek) je vnitřní povrch okenního nebo dveřního otvoru, případně i oblouku. Svislé plochy se nazývají ostění, dolní plocha parapet, horní díl tvoří rovné nadpraží či klenba. Špaleta může být vůči líci stěny kolmá nebo šikmá, jež lépe osvětluje prostor. Špalety v silných zdech kostelů a zámků se často zdobily malbou nebo obkládaly dřevem.

## Špaletové okno

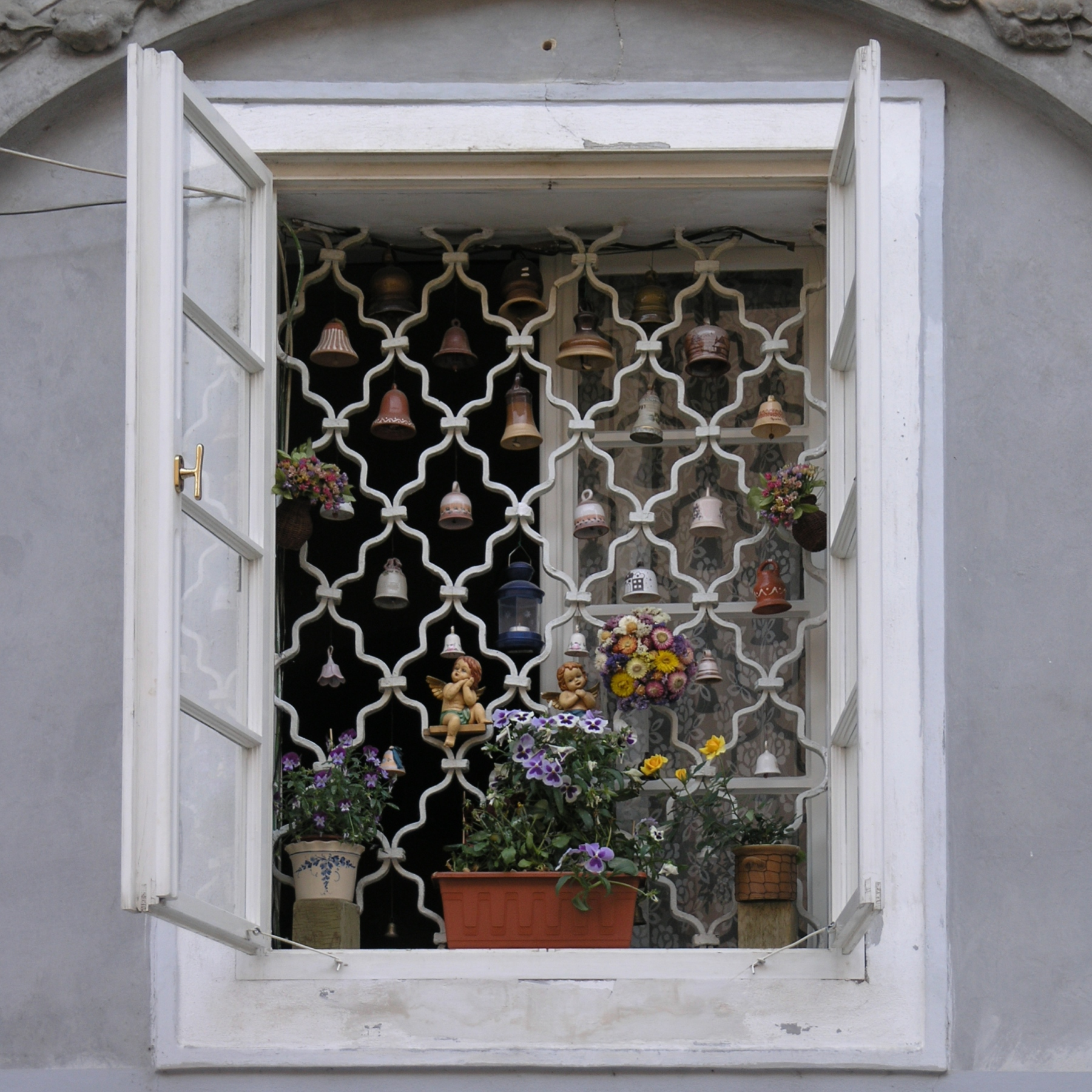
Vyzdobené špaletové okno (Praha, Malá Strana)

Špaletové okno je okno s vnějšími a vnitřními křídly, mezi nimiž je část špalety. U starších staveb se vnější a vnitřní okno zazdívalo zvlášť a spojovala se železnými pásky. Později byla obě okna zasazena ve společné dřevěné zárubni a zasazovala se najednou (kastlové okno). V mezeře mezi oběma křídly mohla být mříž nebo roleta, pěstovaly a pěstují se tam květiny, zapalují svíčky a podobně. Z hlediska tepelné izolace je však mezera příliš široká, takže mezi okny vzniká cirkulace vzduchu a tím i tepelné ztráty. Proto byla donedávna používaná okna zdvojená (dvě křídla sešroubovaná k sobě, otevírají se současně, přičemž alespoň jedno křídlo doléhá na rám) -- typická pro panelovou výstavbu. Dnes se používají pro novostavby v naprosté většině případů jednoduchá okna s dvojskly až trojskly (skla spojená těsným rámečkem s výplní vzduchem či inertními plyny). U rekonstrukcí je doporučeno brát zřetel na charakter původních oken. 